# الوحدة التركية

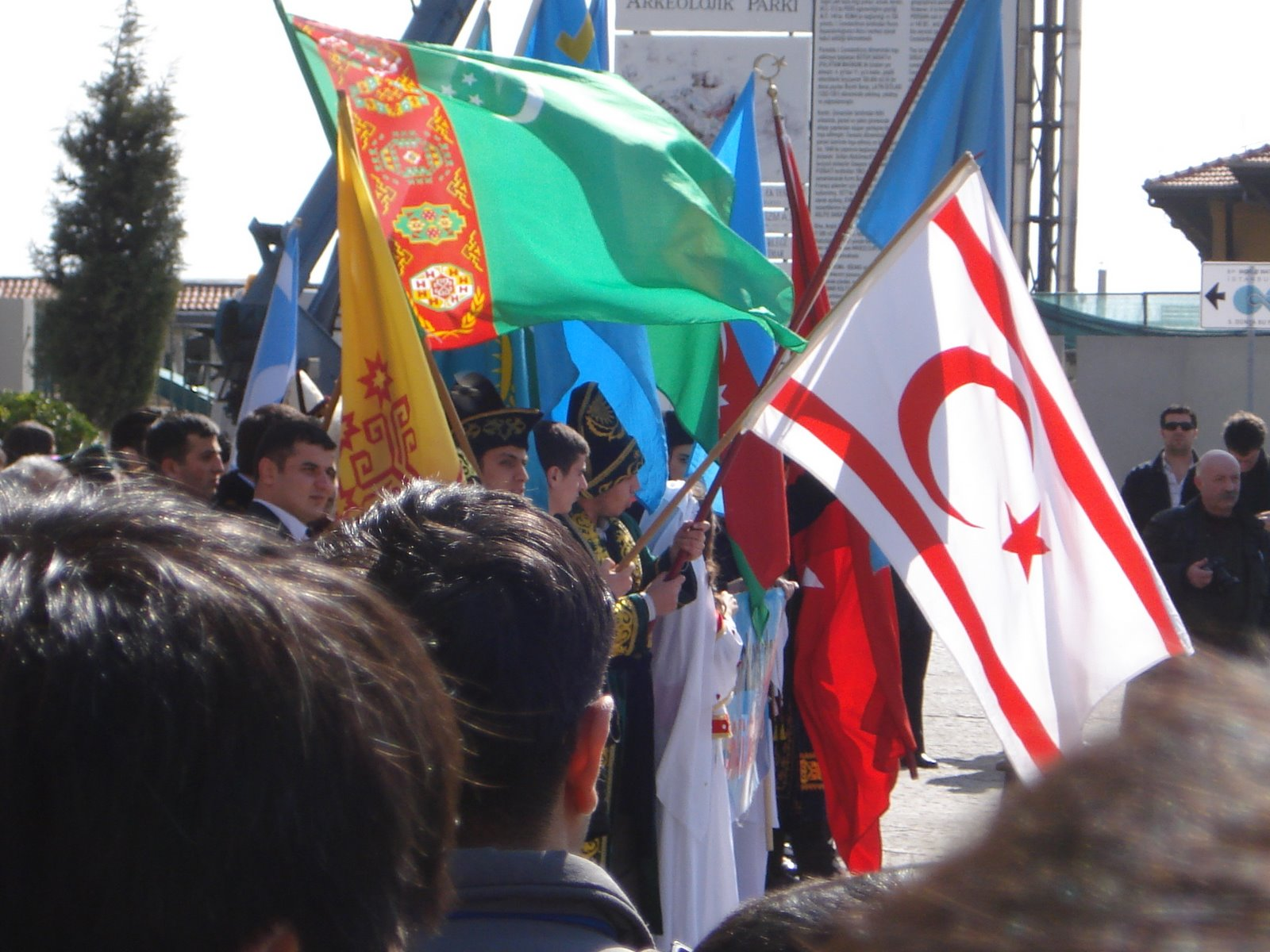
التجمع التركي العام في إسطنبول – مارس 2009

الوحدة التركية (بالإنجليزية: Pan-Turkism) هي حركة سياسية ظهرت خلال ثمانينيات القرن التاسع عشر بين المثقفين الأتراك في منطقة قازان الروسية (تتارستان) ومحافظة باكو (أذربيجان الحديثة) والإمبراطورية العثمانية (تركيا الحديثة)، بهدف التوحيد الثقافي والسياسي لجميع الشعوب التركية. الطورانية هي حركة وثيقة الصلة لكنها مصطلح أكثر عمومية، لأن التركية تنطبق فقط على الشعوب التركية. ومع ذلك، فقد استخدم الباحثون والسياسيون الغارقون في الأيديولوجية التركية هذه المصطلحات بشكل متبادل في العديد من المصادر والأعمال الأدبية.
على الرغم من أن العديد من الشعوب التركية تشترك في جذور تاريخية وثقافية ولغوية واحدة، فإن صعود الحركة السياسية لعموم تركيا هو ظاهرة في القرنين التاسع عشر والعشرين. كان في جزء منه استجابة لتطور القوميتين السلافية والجرمانية في أوروبا وأثرت على القومية الإيرانية في آسيا. عرّف الشاعر العثماني ضياء كوك ألب القومية التركية بأنها مفهوم ثقافي وأكاديمي وفلسفي وسياسي يدعو إلى وحدة الشعوب التركية. من الناحية الأيديولوجية، كان ذلك مبنيًا على الداروينية الاجتماعية.

## الاسم
في الأدبيات البحثية، يتم استخدام مصطلح «القومية التركية – بالإنجليزية: pan-Turkism» لوصف الوحدة السياسية والثقافية والعِرقية لجميع الناطقين باللغة التركية. بدأ استخدام «التركية» مع البادئة «pan» (من الكلمة اليونانية πᾶν والتي تعني all أو الكل أو العموم).
يستخدم المؤيدون المصطلح الأخير كنقطة مقارنة، لأن «اللغة التركية» هي تمييز لغوي وعِرقي وثقافي أكثر من كونها وصفًا للمواطنة. وهذا يميزها عن «التركية»، وهو المصطلح الرسمي المستخدم لمواطني تركيا. تحظى الأفكار التركية وحركات إعادة التوحيد بشعبية منذ انهيار الاتحاد السوفييتي في آسيا الوسطى والدول التركية الأخرى.

## دور تركيا
لم تُلبّ جهود تركيا توقعات الدول التركية أو أنصار القومية التركية في البلاد. إذ لم تكتمل مشاريع الإسكان المتواضعة الموعودة لتتار القرم بعد سنوات عديدة.
تحولت بعض المجتمعات اللغوية إلى الأبجدية اللاتينية، لكن الأبجدية اللاتينية الرسمية التركمانية والأوزبكية والأذربيجانية لا تتوافق مع الأبجدية التركية مثلما كانت تأمل تركيا بعد أن تم الاتفاق على أبجدية القومية التركية التي تتضمن 35 حرفًا في أوائل التسعينيات قبل تفكك الاتحاد السوفييتي. تشمل الأبجديات الكازاخستانية بالفعل أبجديات لاتينية، ومن المقرر تحويل كازاخستان بالكامل إلى الأبجدية اللاتينية بحلول عام 2025. لم تفكر قيرغيزستان بجدية في تبني النص اللاتيني، لكن تم قبول الفكرة من قِبَل بعض السياسيين خلال السنوات القليلة الأولى من الاستقلال في البلاد، بالإضافة إلى أبجديات قيرغيزستان الرومانية.

## النقد
غالبًا ما يُنظر إلى القومية التركية على أنها شكل جديد من الطموح الإمبراطوري التركي. ينظر البعض إلى القادة الأتراك الشباب الذين رأوا الأيديولوجية التركية كطريقة لاستعادة هيبة الإمبراطورية العثمانية على أنها عنصرية وشوفينية.

### آراء عموم القومية التركية في التاريخ الأرمني
قام كلايف فوس، أستاذ التاريخ القديم في جامعة ماساتشوستس بوسطن، بعمل أثري مكثف في تركيا إلى جانب خبرته في دراسة العملات الأرمنية القديمة. كتب فوس في مقالته «النظرة التركية للتاريخ الأرمني: أمة متلاشية» أن الحكومة التركية كانت «تغير بشكل منهجي أسماء القرى من أجل جعلها تبدو أكثر تركية. أي اسم لقرية ليس لها معنى باللغة التركية، أو أي اسم لقرية لا يبدو تركيًا، وأيا كان أصله، يتم استبداله باسم مبتذل يعيّنه مكتب في أنقرة، دون احترام للظروف أو التقاليد المحلية». وفقًا لفوس، فإن الحكومة التركية «قد قدمت (أرمينيا) بشكل غامض ذلك من دون تحديد واضح لبنائها، أو كأمثلة على تأثير تفوق العمارة التركية. ومن الواضح في كل ذلك أن هناك خطًا واضحًا هو أن الوجود الأرميني يجب أن يوضع، قدر الإمكان، في طي النسيان».
يشير فوس بشكل نقدي إلى أنه في كتاب عام 1982: الملف الأرمني في ضوء التاريخ، كتب جمال أنادول أن السكوثيين والبارثيين الإيرانيين هم أتراك في الأصل. وفقًا لأنادول، استقبل الأرمن الأتراك في المنطقة؛ وكانت لغتهم مزيج بلا جذور وأبجديتهم مختلطة المتضمنة 11 حرفًا تم استعارتها من الأبجدية التركية القديمة. يسمي فوس هذا الرأي التعديل التاريخي: «كانت الكتابات التركية مغرضة: فقد كان يُنظر إلى التاريخ على أنه يؤدي خدمة مفيدة وأنه يثبت أو يدعم وجهة نظر ما، وبالتالي يتم التعامل معه على أنه شيء مرن يمكن التلاعب به حسب الرغبة». يخلص فوس إلى أن «الفكرة، التي تبدو راسخة في تركيا، بأن الأرمن كانوا قبيلة متجولة بدون مسكن ولم يكن لديهم دولة خاصة بهم، وهذا بالطبع ليس له أي أساس في الواقع. النتيجة المنطقية للرأي الشائع للأرمن هو أنه لا مكان لهم في تركيا، ولن يكون لهم ذلك أبدًا. ستكون النتيجة هي نفسها في حال تم التعبير عن وجهة النظر أولًا وكُتب التاريخ حسب النظام. بمعنى ما، يبدو أن شيئًا كهذا قد حدث، لأن معظم الأتراك الذين نشأوا في ظل الجمهورية تلقوا تعليمًا للإيمان بالأولوية القصوى للأتراك في جميع أنحاء التاريخ، وتجاهل الأرمن؛ ذلك أنه من الواضح أنهم سُلّموا إلى النسيان».